# Sakutarō Hagiwara
Sakutarō Hagiwara (萩原 朔太郎, Hagiwara Sakutarō) (Maebashi, 1 de novembro de 1886 — Tóquio, 11 de maio de 1942) foi um poeta japonês da era Taishō e o período Shōwa. Reconhecido como introdutor do verso livre na literatura japonesa, libertou-a das suas regras tradicionais, sendo considerado o "pai da poesia coloquial moderna no Japão". Publicou inúmeros ensaios, críticas culturais e literárias e aforismos.

## Vida
Nasceu em Maebashi, prefeitura de Gunma, era filho de um médico local. Se interessou pela poesia especialmente no estilo tanka. Começou a escrever poesia contra o desejo de seus pais, inspirando-se na obra de Akiko Yosano. Na sua juventude, contribuiu com poemas para várias revistas, publicando seus versos nas revistas literárias Bunkō, Shinsei e Myōjō.
Depois de passar cinco semestres consecutivos como calouro em duas universidades nacionais, abandonou-as, indo morar por um período em Okayama e Kumamoto. Em 1911, começou a estudar bandolim em Tóquio com o objetivo de se tornar um músico profissional. Mais tarde, fundou uma orquestra de bandolim em sua cidade natal.
Hagiwara casou-se com Ueda Ineko em 1919 com quem teve duas filhas, Yōko (1920-2005) e Akirako (n. 1922). Ineko abandonou sua família em junho de 1929 e Sakutarō divorciou-se formalmente em outubro nesse mesmo ano. Ele se casou novamente em 1938 com Otani Mitsuko, porém a união acabou depois de apenas dezoito meses. Depois de mais de seis meses de luta com o que parecia ser câncer de pulmão, morreu em maio de 1942.

## Obra
Em 1913, Hagiwara publicou cinco de seus poemas em Zamboa, uma revista editada por Kitahara Hakushū, que se tornou seu mentor e amigo. Ele também contribuiu com alguns versos para a revista Shiika de Maeda Yugure e em Chijō Junrei ("Peregrinação da Terra"), outro jornal criado por Hakushū. No ano seguinte, ele se juntou com Murō Saisei e com o ministro cristão Yamamura Bochō na criação do grupo Ningyo Shisha, dedicado ao estudo da música, poesia e religião. Os três escritores criaram a revista literária chamada Takujō Funsui, e publicaram sua primeira edição em 1915. Em 1915, Hagiwara tentou suicídio por causa de sua contínua falta de saúde e alcoolismo. No entanto, em 1916 cofundou com Murō Saisei a revista literária Kanjō. A revista foi centrada no novo estilo da poesia japonesa moderna que Hagiwara estava desenvolvendo, em contraste com os poemas altamente intelectuais e tradicionalmente estruturados de outras revistas literárias contemporâneas. 
Em 1917, Hagiwara trouxe sua primeira coleção de versos livres, Tsuki ni Hoeru, com introdução de Kitahara Hakushū. Hagiwara rejeitou o simbolismo e o uso de palavras incomuns, com a consequente imprecisão de Hakushū e outros poetas contemporâneos em favor da redação precisa que apelava pelo ritmo e musicalidade para os ouvidos. Esse trabalho foi aclamado pela crítica, especialmente por seu estilo sombrio, transmitindo uma atitude de pessimismo e desespero baseada no conceito psicológico ocidental moderno de angústia existencial influenciada pela filosofia de Nietzsche.
A segunda antologia de Hagiwara, Aoneko (Gato Azul) foi publicada em 1923 com aclamação ainda maior. Os poemas desta antologia incorporaram conceitos do budismo com o niilismo. Hagiwara também foi um estudioso de versos clássicos e publicou Shi no Genri em 1928. Seu estudo crítico, Ren'ai meika shu, 1931, mostrou sua profunda apreciação pela poesia japonesa clássica e Kyōshu no shijin Yosa Buson, 1936, revelou o seu respeito pelo poeta Buson.
Hyōtō, publicada em 1934, foi a última grande antologia de poesia de Hagiwara. Ele abandonou o uso de versos livres e retornou a uma estrutura mais tradicional com um conteúdo realista . Os poemas são ocasionalmente autobiográficos e exibem uma sensação de desespero e solidão. Hagiwara ensinou na Universidade de Meiji de 1934 até sua morte em 1942.